# مینه‌سوتا (واشینگتن)
مینه‌سوتا (به انگلیسی: Minnehaha) یک منطقهٔ مسکونی در ایالات متحده آمریکا است که در شهرستان کلارک، واشینگتن واقع شده‌است. مینه‌سوتا۵٫۷۷ کیلومتر مربع مساحت و ۹٬۷۷۱ نفر جمعیت دارد و ۷۹ متر بالاتر از سطح دریا واقع شده‌است.